# He (slovo)
He (הא) jest 5. slovo hebrejskog pisma i ima brojčanu vrijednosti 5. U modernom hebrejskom jeziku slovo he izgovara se kao /ɦ/, a može se uopće ne izgovarati iako se na ovaj izgovor gleda kao na supstandardan. 

## Povijest
He je suglasnik iz feničkog pisma koji je nastao iz stilizirane slike uzvika sreće ili boli ljudi s podignutih ruka. Iz tog slova je također nastalo grčko slovo epsilon koje označava samoglasnik i latinično slovo E.

## Primjeri
- הבל Abel (hével = 'predah', 'ništa')
- הושע Hosea (hošía = 'Pomoć!')
- הילל Hillel (hillel = 'veličati')

## Šifra znaka
|          | Unikod | Unikod           | HTML     | HTML | izgled ovisi o pregledniku | poveznice (engl.)                |
| k. točka | naziv  | kod              | entitet  |      | izgled ovisi o pregledniku | poveznice (engl.)                |
| -------- | ------ | ---------------- | -------- | ---- | -------------------------- | -------------------------------- |
| slovo ה  | U+05d4 | HEBREW LETTER HE | &#x05d4; | nema | ה                          | detaljni podaci test preglednika |

U standardu ISO 8859-8 simbol ima kod 0xe4.